# ألعاب القوى في الألعاب الأولمبية الصيفية 2024 – دفع الجلة للسيدات
أقيمت مسابقة دفع الجلة للسيدات في دورة الألعاب الأولمبية الصيفية 2024 في باريس، فرنسا، يومي 8 و9 أغسطس 2024. تعتبر هذه هي المرة العشرين التي تقام فيها هذه المسابقة في الألعاب الأولمبية الصيفية. حصلت الألمانية يميسي أوغونلي على الميدالية الذهبية (20.00 ثانية)، فيما حصلت النيوزيلندية ماديسون لي ويشي (19.86 ثانية) والصينية سونغ جيايوان (19.32 ثانية) على الميدالية الفضية والبرونزية على التوالي.
كانت لاعب الكندية سارة ميتون البالغة من العمر 28 عامًا المرشحة الأوفر حظًا وتتطلع إلى أن تصبح أول كندية تحصل على الميدالية الأولمبية في مسابقة دفع الجلة للسيدات، في ضل خروج المرشح الآخر الأميركية تشيس جاكسون، بطلة العالم مرتين، التي فشلت في التأهل إلى نهائي منافسات دفع الجلة في، بعد أداء متواضع في التصفيات يوم الخميس وارتكبتها خطأين، وكانت رميتها الثالثة لمسافة 17.60 متر؛ أي أقل بنحو مترين من المسافة المطلوبة للتأهل التلقائي البالغة 19.15 متر، لتنهي المنافسة في المركز السابعة عشر، مع تأهل 12 متسابقة فقط إلى النهائي.
بعد أن أصبحت أول من يحصل على الميدالية في بطولة العالم في هذا الحدث في عام 2023، الكندية سارة ميتون فشلت هي الأخلا في الوصول إلى المراكز الثمانية الأولى في محاولاتها الثلاث الأولى وبالتالي خرجت من المنافسة على الميداليات. دخلت ميتون نهائي الألعاب الأوليمبية يوم الجمعة في ستاد دو فرانس باعتبارها أفضل المتأهلين، والحاصلة على الميدالية الفضية في العالم وبطلة العالم داخل الصالات، كل ذلك لم يشفع لها ولم تقدم أداءها الأفضل.

## ملخص
عادت المتسابقتان الأوليان من طوكيو؛ جونج ليجياو ورافين سوندرز. واعتزلت الحائزة على الميدالية البرونزية فاليري آدامز بمجموعة كاملة من الميداليات بما في ذلك ذهبيتان. حصلت جونج على الميدالية الفضية في بطولة العالم 2022 والبرونزية في عام 2023. وفازت تشيس جاكسون في عامي 2022 و2023. وفازت جيسيكا شيلدر بالميدالية البرونزية في عام 2022، وحصلت سارة ميتون على الميدالية الفضية في عام 2023 وجاءت إلى باريس كأفضل متسابقة في عام 2024. وتجاوز ميتون وشيلدر وجاكسون 20 مترًا عدة مرات في عام 2024، ونجحت يميسي أوغونلي وجايدا روس في ذلك مرة واحدة.
فشلت بطلة العالم مرتين تشيس جاكسون بشكل مفاجئ في التأهل للنهائي. وبدأت جايدا روس التنافس برمي 19.28 مترًا في أول رمية في المسابقة. ولم تتمكن سوى غونغ من تجاوز 19 متراً بتسجيلها 19.08 متراً في الجولة الأولى، فيما أنهت فاني روس الجولة في المركز الثالث بتسجيلها 18.47 متراً. وتقدمت ماددي ويشي، التي كانت أفضل نتيجة لها في السابق هي المركز الرابع في بطولة العالم داخل الصالات في وقت سابق من العام، بتسجيلها 19.58 متراً. وفي الجولة الثانية، سجلت أوجونليي 19.55 متراً لتقترب من الصدارة. وكانت الصدمة الكبرى في نهاية الجولة الثالثة هي أن ميتون، المتصدرة العالمية، فقدت مكاناً بين الثمانية الأوائل، حيث تمكنت من تحقيق أفضل رمية بلغت 17.48 متراً فقط في الجولة الثانية. كما عانت شيلدر المصنفة الثانية عالمياً، حيث كانت رميتها التي بلغت 18.91 متراً في الجولة الثالثة هي رميتها القانونية الوحيدة في المسابقة بأكملها. ولم يتمكن أحد من التغلب على 19 متراً في الجولة الثالثة، لذا عندما أعادوا ترتيبهم، فازت ويشي بالرمية الأخيرة في الجولات اللاحقة. في الجولة الرابعة، شقت سونغ جيايوان، التي احتلت المركز الخامس في الألعاب الأولمبية السابقة، طريقها إلى المركز الثالث بتسجيلها 19.32 مترًا. في الجولة الخامسة، تحسنت غونغ إلى 19.27 مترًا، لكن هذا لم يجعلها تتقدم عن المركز الخامس. سجلت أوجونلي 19.73 مترًا لتتصدر الترتيب. مع الرمية الأخيرة من الجولة، كان لدى ويشي إجابة، وهو أفضل رقم شخصي لها 19.86 مترًا لتعود إلى القمة. كان الجميع على وشك رميهم الأخير، لكن لم يتمكن أحد من التحسن حتى أوجونلي. أطلقت رمية بمسافة 20 مترًا (65 قدمًا و 7 + 1⁄4 بوصة) لتتصدر الترتيب. أتيحت لويش الفرصة للإجابة مرة أخرى، لكنها لم تتمكن إلا من تسجيل 19.68 مترًا.

## الخلفية
لعبت رياضة دفع الجلة للسيدات في برنامج ألعاب القوى الأوليمبي منذ عام 1948.
| الرقم القياسي          | الرياضية (الدولة)       | المسافة (متر) | الموقع                    | التاريخ       |
| ---------------------- | ----------------------- | ------------- | ------------------------- | ------------- |
| الرقم القياسي العالمي  | نتاليا ليسوفسكايا (URS) | 22.63         | موسكو، الاتحاد السوفييتي  | 7 يونيو 1987  |
| الرقم القياسي الأولمبي | إيلونا سلوبيانيك (GDR)  | 22.41         | موسكو، الاتحاد السوفييتي  | 24 يوليو 1980 |
| الرقم الرائد عالميًا    | سارة ميتون (CAN)        | 20.68         | فليتوود، الولايات المتحدة | 11 مايو 2024  |

| رقم قياسي للمنطقة                                                | الرياضية (دولة)          | المسافة (م) |
| ---------------------------------------------------------------- | ------------------------ | ----------- |
| أفريقيا (الأرقام القياسية)                                       | فيفيان تشوكويميكا (NGR)  | 18.43       |
| آسيا (الأرقام القياسية)                                          | لي ميسو (CHN)            | 21.76       |
| أوروبا (الأرقام القياسية)                                        | نتاليا ليسوفسكايا (URS)  | 22.63 WR    |
| أمريكا الشمالية والوسطى ومنطقة البحر الكاريبي (الأرقام القياسية) | بيلسي لازا (CUB)         | 20.96       |
| أوقيانوسيا (الأرقام القياسية)                                    | فاليري آدامز (NZL)       | 21.24       |
| أمريكا الجنوبية (الأرقام القياسية)                               | إليسانجيلا ادريانو (BRA) | 19.30       |

## التأهل
بالنسبة لحدث دفع الجلة للسيدات، كانت فترة التأهل بين 1 يوليو 2023 و30 يونيو 2024. تمكن 32 رياضيًا من التأهل للحدث، بحد أقصى ثلاثة رياضيين لكل دولة، من خلال رمي معيار الدخول 18.80 مترًا أو أكثر أو حسب تصنيف ألعاب القوى العالمي الخاص بهم لهذا الحدث.

## نتائج المنافسات

### جولة التصفيات
أقيمت التصفيات في 8 أغسطس. تأهل 32 رياضيًا للجولة الأولى حسب وقت التأهل أو التصنيف العالمي.
| المركز | المجموعة | الرياضية              | البلد            | 1     | 2     | 3     | المسافة | الملاحظات |
| ------ | -------- | --------------------- | ---------------- | ----- | ----- | ----- | ------- | --------- |
| 1      | A        | سارة ميتون            | كندا             | 19.77 |       |       | 19.77   | Q         |
| 2      | A        | مادي ويشي             | نيوزيلندا        | 18.59 | 19.25 |       | 19.25   | Q         |
| 3      | B        | يميسي أوغونلي         | ألمانيا          | 18.01 | 17.72 | 19.24 | 19.24   | Q         |
| 4      | B        | جيسيكا شيلدر          | هولندا           | x     | 18.86 | 18.92 | 18.92   | q         |
| 5      | B        | غونغ ليجياو           | الصين            | 18.06 | 18.78 | x     | 18.78   | q         |
| 6      | A        | سونغ جيايوان          | الصين            | 17.65 | 18.22 | 18.73 | 18.73   | q         |
| 7      | B        | رافين سوندرز          | الولايات المتحدة | x     | 17.93 | 18.62 | 18.62   | q         |
| 8      | A        | جايدا روس             | الولايات المتحدة | 18.58 | 18.21 | x     | 18.58   | q         |
| 9      | A        | جيسيكا إينشودي        | البرتغال         | x     | 18.36 | x     | 18.36   | q         |
| 10     | B        | فاني روس              | السويد           | 17.66 | 18.17 | 17.69 | 18.17   | q         |
| 11     | A        | ألينا كينزيل          | ألمانيا          | 18.16 | 18.09 | x     | 18.16   | q         |
| 12     | A        | أكسلينا يوهانسون      | السويد           | x     | 18.16 | 17.73 | 18.16   | q         |
| 13     | B        | دانييل توماس-دود      | جامايكا          | x     | 18.12 | 16.87 | 18.12   |           |
| 14     | A        | لويدريسيا كاميرون     | جامايكا          | 18.01 | 17.71 | 18.02 | 18.02   | SB        |
| 15     | B        | إليانا بانديرا        | البرتغال         | 16.86 | 17.97 | 17.76 | 17.97   |           |
| 16     | B        | كاتارينا مايش         | ألمانيا          | 17.45 | 17.86 | x     | 17.86   |           |
| 17     | A        | تشيس جاكسون           | الولايات المتحدة | x     | x     | 17.60 | 17.60   |           |
| 18     | A        | إيفانا زينيا غالاردو  | تشيلي            | 17.47 | 16.64 | 16.13 | 17.47   |           |
| 19     | B        | كلاوديا كارداش        | بولندا           | x     | 17.08 | 17.45 | 17.45   |           |
| 20     | A        | إرنا سولي غونارسدوتير | آيسلندا          | 17.34 | 17.39 | 17.29 | 17.39   |           |
| 21     | A        | صن يوي                | الصين            | x     | 17.33 | x     | 17.33   |           |
| 22     | B        | بورتيوس وارن          | ترينيداد وتوباغو | 17.02 | 16.28 | 17.22 | 17.22   |           |
| 23     | B        | آنا كارولين سيلفا     | البرازيل         | 17.09 | x     | 16.67 | 17.09   |           |
| 24     | A        | إميل ديريلي           | تركيا            | 17.02 | x     | 16.71 | 17.02   |           |
| 25     | B        | ماريا بيلين تويميل    | إسبانيا          | x     | 16.83 | x     | 16.83   |           |
| 26     | B        | أليدا فان دالين       | هولندا           | 16.25 | x     | 16.53 | 16.53   |           |
| 27     | B        | ديميتريانا بيزيدي     | مولدوفا          | 16.30 | 15.89 | 16.35 | 16.35   |           |
| 28     | A        | يورينده فان كلينكن    | هولندا           | 16.35 | x     | x     | 16.35   |           |
| 29     | A        | ليفيا أفانشيني        | البرازيل         | 16.26 | x     | 15.85 | 16.26   |           |
| 30     | B        | ناتاليا دوكو          | تشيلي            | x     | 16.11 | x     | 16.11   |           |
| 31     | A        | ميني دي كليرك         | جنوب إفريقيا     | 15.63 | x     | x     | 15.63   |           |

### النهائي
أقيمت الجولة النهائية في 9 أغسطس 2024.
| المركز | الرياضية         | البلد            | 1     | 2     | 3     | 4     | 5     | 6     | المسافة | الملاحظات |
| ------ | ---------------- | ---------------- | ----- | ----- | ----- | ----- | ----- | ----- | ------- | --------- |
| الأول  | يميسي أوغونلي    | ألمانيا          | x     | 19.55 | x     | 18.75 | 19.73 | 20.00 | 20.00   |           |
| الثاني | مادي ويشي        | نيوزيلندا        | x     | 19.58 | 18.54 | 19.10 | 19.86 | 19.68 | 19.86   | PB        |
| الثالث | سونغ جيايوان     | الصين            | 16.43 | 18.88 | 18.78 | 19.32 | x     | 19.21 | 19.32   |           |
| 4      | جايدا روس        | الولايات المتحدة | 19.28 | x     | x     | x     | 18.79 | 18.75 | 19.28   |           |
| 5      | غونغ ليجياو      | الصين            | 19.09 | 19.06 | x     | x     | 19.27 | 19.00 | 19.27   |           |
| 6      | جيسيكا شيلدر     | هولندا           | x     | x     | 18.91 | x     | x     | x     | 18.91   |           |
| 7      | فاني روس         | السويد           | 18.47 | 18.78 | x     | 18.48 | x     | 18.13 | 18.78   |           |
| 8      | جيسيكا إينشودي   | البرتغال         | 18.16 | 18.41 | x     | 18.32 | x     | x     | 18.41   |           |
| 9      | ألينا كينزيل     | ألمانيا          | 18.19 | x     | 18.29 |       |       |       | 18.29   |           |
| 10     | أكسلينا يوهانسون | السويد           | 18.03 | x     | x     |       |       |       | 18.03   |           |
| 11     | رافين سوندرز     | الولايات المتحدة | x     | 16.92 | 17.79 |       |       |       | 17.79   |           |
| 12     | سارة ميتون       | كندا             | 17.15 | 17.48 | x     |       |       |       | 17.48   |           |